# 주황후
주황후(朱皇后, ? ~ 265년)는 중국 삼국 시대 동오 제3대 황제 경제 손휴의 황후다.

## 사적
주거와 손휴의 누나 손노육의 딸로, 적오 말에 손권이 손휴와 짝지어 주었다. 태원 2년(252년), 손휴가 낭야왕에 봉해지자 손휴를 따라 단양에 거주했다.
주씨의 이모(손노육의 언니) 손노반과 손노육의 사이는 손노육이 태자 손화와 그 생모 왕부인을 몰아내고 손패로 대신 태자를 세우려 하는 계획에 동참하지 않아 벌어졌는데, 폐제 손량의 치세 중 섭정 손준과 간통하며 황실 중에서 드물게 손준을 지지하는 손노반은 오봉 2년(255년) 손의가 손준을 암살하려다가 발각되어 살해당하는 일이 일어나자 손노육도 손의와 공모했다고 참언해 손준은 손노육을 죽였다. 어머니가 암살당하자 남편 손휴는 두려움을 품어, 떠나보내며 울면서도 주씨를 건업으로 보냈다.
손휴는 태평 3년(258년)에 손준의 뒤를 이은 손침이 황제 손량을 폐위시키면서 손침에게 옹립되어 황제가 되었으나, 이듬해, 곧 영안 2년(259년)에 황후와 태자를 세우라는 신하들의 건의를 급하지 않다는 이유로 받아들이지 않았고, 3년이 지난 영안 5년(262년)에서야 주씨를 황후로 세웠다.
영안 7년(264년) 7월에 손휴가 죽자 황태후로 높여졌으나, 다음 황제 손호가 즉위하고서 9월에 도로 경황후로 깎였다. 감로 원년(265년) 7월, 손호에게 핍박을 받아 살해당했다. 손호는 경황후의 장사를 얕게 치르고 손휴의 능인 정릉에 합장했다.